# Anthaxia nitidula
Espèce
Anthaxia nitidula (en langue vernaculaire : anthaxie brillante) est une espèce d'anthaxies de la famille des Buprestidae que l'on trouve communément en Europe moyenne, centrale et méridionale, et plus rarement en Europe du Nord. Elle est répandue jusqu'au Caucase et dans certaines zones d'Asie centrale et d'Afrique du Nord.

## Description
Ce petit coléoptère mesure de 5 à 7 millimètres de longueur. Il se caractérise par sa couleur vert métallique aux reflets brillants. Il est entièrement vert pour le mâle, mais la femelle possède un pronotum et une capsule céphalique de couleur rouge foncé.

## Écologie
L'anthaxie brillante est active de mai à fin juillet et s'observe dans les lisières ensoleillées et les haies. Elle apprécie les fleurs (jaunes en particulier) de rosacées et d'arbres fruitiers. La larve se développe sous l'écorce des rosiers, pruniers, etc. et peut causer des dommages.

## Taxonomie
Synonymes
- Anthaxia agnusi Méquignon, 1927
- Anthaxia cyanipennis Gory, 1841
- Anthaxia grabowskyi Obenberger, 1912
- Anthaxia lichacevi Obenberger, 1930
- Anthaxia millefolii Abeille de Perrin, 1894
- Buprestis laeta Schaeffer, 1766
- Buprestis styria Voet, 1806

Sous-espèces
- Anthaxia nitidula nitidula (Linnaeus, 1758)
- Anthaxia nitidula signaticollis (Krynicky, 1832)